# De besatte
De besatte (russisk: Бесы, Bésy) er en roman af Fjodor Dostojevskij udgivet førte gang i 1872. Den er også udgivet på danske med titlerne Onde ånder og Nihilisterne. 
De besatte kaldes ofte Dostojevskijs store ideologiske roman, da den handler om politik og tro, og om moral og etik og rummer et opgør med tidens revolutions- og terrorismetænkning.
Handlingen er inspireret af et politisk mord i Rusland i 1869, hvor en ung student blev dræbt, da han ikke ville underkaste sig gruppedisciplinen. I romanen beskrives en gruppe revolutionære ledet af den hemmelighedsfulde Pjotr Verkhovenskij og den charmerende, men moralsk anløbne Nikolaj Stavrogin.
| Bog | Spire Denne artikel om bøger og tidsskrifter er en spire som bør udbygges. Du er velkommen til at hjælpe Wikipedia ved at udvide den. |